# Gibson EDS-1275
Gibson EDS-1275 – dwugryfowa gitara elektryczna wykonana w 1958 r. na specjalne zamówienie. Do dziś jest jednym z najbardziej charakterystycznych instrumentów produkowanych przez firmę Gibson.
Gitara zyskała popularność głównie za sprawą brytyjskiego gitarzysty – Jimmy’ego Page’a (Led Zeppelin), który używał jej podczas występów na żywo w latach 1971–1980, podczas utworów takich jak: "Stairway to Heaven", "The Song Remains the Same", "Tangerine", "The Rain Song", "Sick Again" oraz w studio przy nagraniach "Carouselambry". 
Inni gitarzyści, którzy używali/używają Gibsona EDS-1275 to m.in.: Zakk Wylde (Black Label Society/Ozzy Osbourne), Slash (Guns N’ Roses), Don Felder (Eagles), Apostolis Anthimos (SBB), Seweryn Krajewski (Czerwone Gitary), Kirk Hammett (Metallica), Alex Lifeson (Rush).

## Historia
Pierwsze modele, produkowane w latach 1958–1962 były instrumentami typu hollow body, z podwójnym wcięciem, podobnym do tego z modelu ES-175. Dzisiaj modele te są bardzo rzadko spotykane i osiągają niebotyczne ceny. W 1962 r. przeprowadzono istotną zmianę, która polegała na zaadaptowaniu korpusu z modelu SG i przekształcenia instrumentu w gitarę typu solid body.
Oprócz standardowego koloru – Heritage Cherry (takiego, jakiego używał Jimmy Page), gitara produkowana jest także w wersji Alpine White – ze złotym osprzętem. We wczesnych latach 70. była dostępna także w kolorze Tobacco Burst. Wyszła także krótka seria w kolorze czarnym (takiej używa np. Slash). Gibson wstrzymał produkcję gitary w latach 80., którą wznowiono w latach 90. – różnicą było miejsce umieszczenia numeru seryjnego – teraz znajdował się on z tyłu główki na gryfie 6-strunowym.
Dzisiaj Gibson EDS-1275 dostępny jest jedynie w Custom Shopie Gibsona w kolorach Herritage Cherry i Alpine White (ten drugi model jest nieco droższy).
Epiphone – tańszy oddział Gibsona produkuje wierną kopię gitary – model G-1275. Zarówno w gitarach Gibsona, jak i Epiphone'a  można natknąć się na różne umiejscowienie strunociągu (może być cofnięty – jak w gitarze Jimmy’ego Page’a). W tym przypadku wielu gitarzystów ma problem ze znalezieniem kompletu strun, które byłyby wystarczająco długie, aby dosięgnąć do klucza.
Firma Ibanez także miała w ofercie kopię klasycznej gitary dwugryfowej Gibsona, jednak szybko zaprzestano jej produkcji.

## Dane techniczne
- korpus: mahoń,
- gryfy: klon,
- podstrunice: palisander,
- gryfy wklejane,
- mostki stałe (Tune-O-Matic),
- elektronika: cztery przetworniki typu humbucker, 2x Gibson 490R, 2x Gibson 498T,
- cztery potencjometry: 2x Volume (głośność), 2x Tone (barwa),
- dwa, trójpozycyjne przełączniki (jeden do zmiany konfiguracji przetworników, drugi do zmiany gryfu),
- binding gryfu.